# ماكسيميليان فون يلش
ماكسيميليان فون يلش (بالألمانية: Maximilian von Welsch)‏ (و. 1671 – 1745 م) هو مهندس معماري من ألمانيا . ولد في كروناخ .
توفي في ماينتس .